# Le Fils de famille
Pour plus de détails, voir Fiche technique et Distribution.
Le Fils de famille (ぼんち, Bonchi) est un film japonais de 1960 réalisé par Kon Ichikawa d'après un roman de Toyoko Yamasaki.

## Synopsis
Kikuji, beau garçon mais de caractère faible, est sous la coupole d'une grande-mère et d'une mère tyranniques. Celles-ci dirigent, à Osaka, une maison de chaussettes traditionnelles, les tabis. Elles obligent le jeune homme à épouser une candidate « convenable. » Mais, celle-ci ayant donné naissance à un garçon, il doit la répudier et renoncer à se remarier. En 1945, lorsque le magasin est détruit par un bombardement allié, la grand-mère se suicide. Kikuji se ressaisit et décide de reconstruire le bâtiment.

## Fiche technique
- Titre du film : Le Fils de famille (titre alternatif : Le Fils à papa)
- Titre original : ぼんち (Bonchi?)
- Réalisation : Kon Ichikawa
- Scénario : Natto Wada, Kon Ichikawa d'après le roman de Toyoko Yamasaki
- Photographie : Kazuo Miyagawa
- Musique : Yasushi Akutagawa
- Montage : Shigeo Nishida
- Direction artistique : Yoshinobu Nishioka
- Producteur : Masaichi Nagata
- Société de production : Daiei, Kyoto
- Pays d'origine :  Japon
- Langue originale : japonais
- Format : couleur (Eastmancolor) -  2,35:1 - 35 mm
- Durée : 105 minutes[1] (métrage : huit bobines - 2 863 m[1])
- Dates de sortie :
  - Japon : 13 avril 1960[1]
  - France : 27 juillet 1994[2]

## Distribution artistique
- Raizō Ichikawa : Kikuji
- Tamao Nakamura : Hiroko
- Mitsuko Kusabue : Ikako
- Machiko Kyō : Ofuku
- Ayako Wakao : Ponta
- Fubuki Koshiji : Hisako
- Kikue Mōri : Kino
- Isuzu Yamada : Sei
- Eiji Fumakoshi : Kihei

## Commentaire
Le titre original Bonchi est difficilement traduisible : un mot du dialecte d'Osaka servant à désigner un fils aîné incapable. Ici, le fils est choyé parce que sa famille est régentée par les femmes. Dans Le Fils de famille, nous sommes sous le règne absolu du matriarcat : « (...) les personnages féminins créent précisément le genre de situations auxquelles les femmes, dans les films plus traditionnels, cherchent toujours à échapper, sans succès. La grand-mère est une matrone qui a décidé qu'il fallait un héritier à la famille, et que, par conséquent, le petit-fils play-boy devait se marier et procréer. Elles veulent un enfant de sexe féminin pour ensuite lui « adopter » un mari en tant que chef de famille provisoire – tout comme le père du garçon fut, jadis, « adopté » – et ainsi garder le pouvoir entre femmes ».
À nouveau, Kon Ichikawa est audacieux voire brutal, mais, « dans cette œuvre, ainsi que les autres où ils collaborèrent, Ichikawa et son chef-opérateur, Kazuo Miyagawa, lequel filma Rashōmon et Les Contes de la lune vague après la pluie, insistent sur le fait que pouvoir et beauté ne sont pas étrangers l'un à l'autre. Leur juxtaposition est particulièrement intense dans la scène où, le premier-né étant un garçon, la grand-mère furieuse renvoie l'épouse chez elle. La beauté tranquille du plan est telle que l'on pardonnerait presque à la famille son abominable égoïsme ».